# 라리앙안경원숭이
라리앙안경원숭이 (Tarsius lariang)는 최근에 기술된 안경원숭이의 하나로 술라웨시섬 중앙의 서부 지역에서 발견된다.이 종은 6종의 진열용 표본만이 알려져 있으며, 이 중의 두 종은 이들의 정체가 정확히 알려지기 전에 피그미안경원숭이로 오인한 것이었다. 이 종의 이름은 이 종이 발견되는 술라웨시섬에서 중요한 강인, 라리앙 강의 이름을 따서 지었다.
이 종들은 다른 술라웨시섬 안경원숭이들보다 어두운 빛깔의 털을 지니고 있다. 등쪽의 털은 회색빛이 도는 갈색이다. 검은 빛깔의 꼬리는 끝이 연필의 끝처럼 생겼다. 뚜렷이 드러나는 검은 띠가 눈 주위를 둥글게 둘려 있다. 손의 세 번째 손가락이 매우 길다. 안경원숭이들 중에서 두 번째로 큰 종이다. 가장 큰 종은 상이헤안경원숭이이다. 확인된 몸무게는 67g에서 117g 사이이다.